# Manuel Acosta Ojeda
Manuel Acosta Ojeda (Lima, 16 de març de 1930) és un cantautor peruà de música criolla, destacat com un dels millors compositors d'aquest país.
Fill d'Alejandro Acosta Flores i de María Luisa Ojeda. Es va educar a la ciutat de Lima, seguint els seus estudis primaris en el Centre Escolar N° 446 al districte de Miraflores el 1937, i en el Col·legi Salesià de Breña entre el 1938 i el 1942; els seus estudis secundaris entre 1943 i 1947 al Col·legi José María Eguren de Barranco. Va començar a compondre i interpretar música criolla des de molt jove. Va integrar diversos grups criolls, com el Trio Surquillo de 1948 a 1950, i el duo Los Dones des de 1951 a 1954, destacant en festivals i emissions radiofòniques.
Trobant la fama en guanyar àmplia popularitat dues composicions seves interpretades pel trio Los Chamas el 1955, els vals: En un Atardecer i Madre. És autor de nombroses cançons populars, és el cas de: Cariño, Ya se Muere la Tarde, Si tú me Quisieras i Puedes Irte.